# L'Isle-Maligne
 (mars 2013).
Si vous disposez d'ouvrages ou d'articles de référence ou si vous connaissez des sites web de qualité traitant du thème abordé ici, merci de compléter l'article en donnant les références utiles à sa vérifiabilité et en les liant à la section « Notes et références ».
L'Isle-Maligne est une ancienne ville québécoise fondée en 1924 faisant aujourd'hui partie de la ville d'Alma au Saguenay-Lac-Saint-Jean. La ville est formée à l'origine par le morcellement d'une partie du territoire de la paroisse de Saint-Joseph-d'Alma, située sur la rive sud de la rivière La Grande-Décharge, à proximité de l'île Maligne, ainsi que d'une partie de la municipalité du canton de Delisle, située sur la rive nord de la rivière La Grande-Décharge.
Le nom de la ville Isle-Maligne fut principalement tirée pour sa part d'une référence à la dangerosité de La Grande-Décharge situé près d'elle.

## Histoire

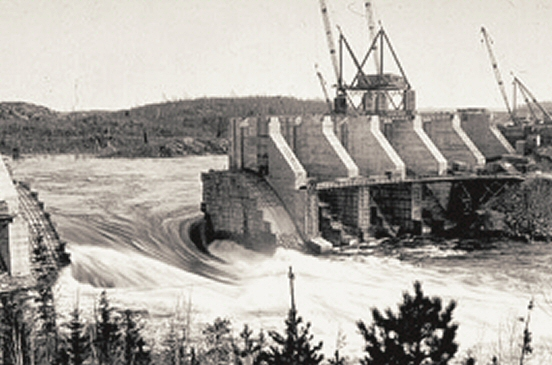
Barrage de L'Isle-Maligne en construction

À la suite d'une demande faite au gouvernement de la province de Québec en janvier 1924 par la Quebec Developpement Co. Ltd, dûment appuyée par les conseils municipaux des paroisses de Saint-Joseph-d'Alma et du canton Delisle, de constituer en corporation les terrains qu'elle possédait le long de la rivière La Grande-Décharge, une loi promulguant la création de la ville d'Isle-Maligne, la « Charte d'Isle-Maligne », est sanctionnée par le lieutenant-gouverneur de la province de Québec le 15 mars de cette même année.
La création de cette ville avait pour but de faciliter et de favoriser le développement de ce secteur, notamment en fournissant un territoire à lotir pouvant accueillir habitations, églises, écoles, commerces et services publics nécessaires aux employés de la Quebec Developpement Co. Ltd ainsi qu'aux employés des futures usines et fabriques qui y seront érigées, suivant la fin de la construction de la centrale hydroélectrique de L'Isle-Maligne, commencée quelques années plus tôt et qui sera terminée en 1926.

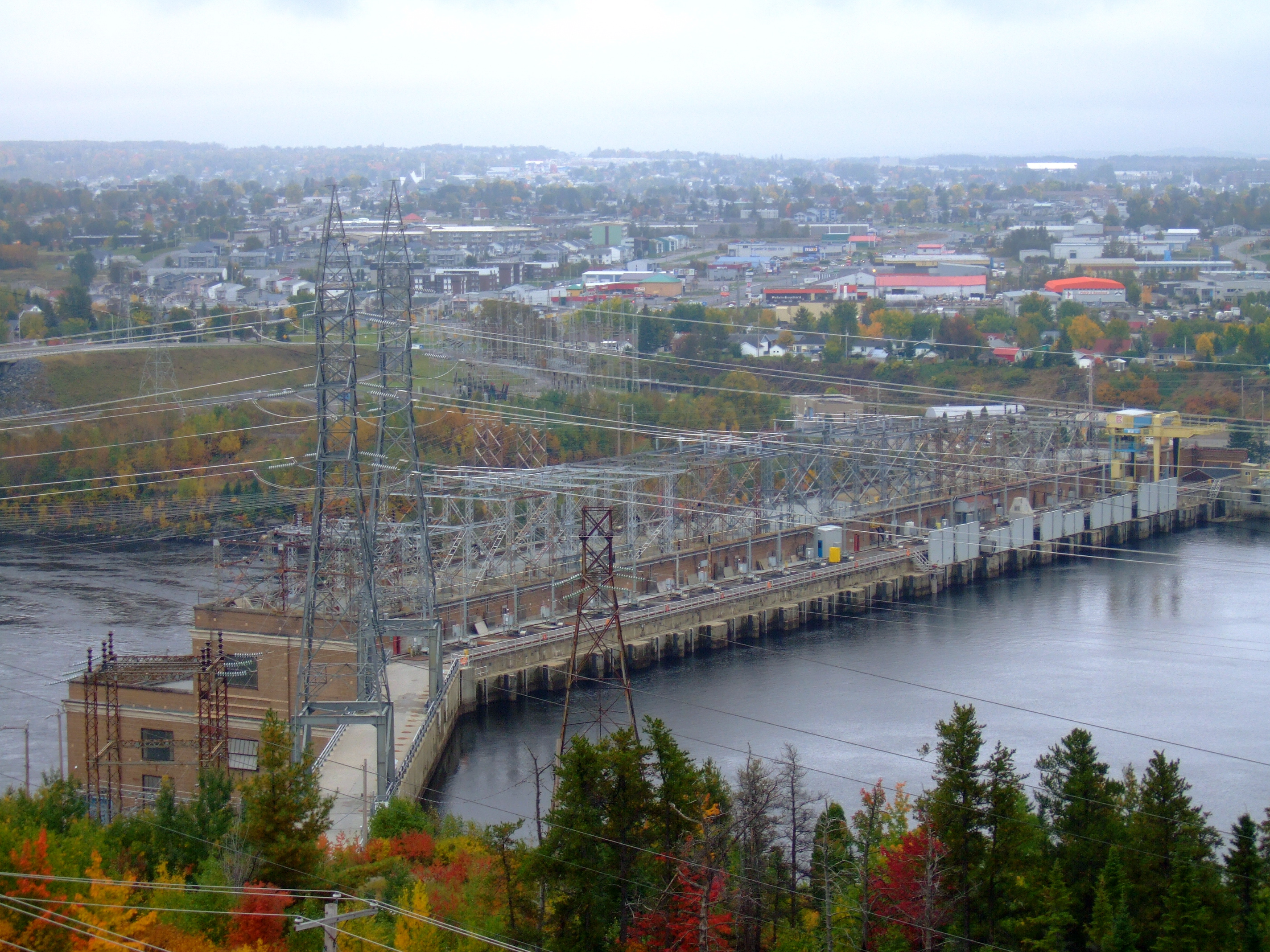
Barrage à Alma dans le secteur Isle-Maligne

Le premier maire de la ville, Albert-G. Naud, est élu en 1924. En août de cette même année, le conseil de ville adopte un règlement établissant que contrairement à la charte municipale qui prévoyait l'élection directe du maire par les contribuables de la ville, le maire serait désormais élu par les six conseillers municipaux, qui devraient choisir l'un d'entre eux pour exercer cette fonction. Les contribuables devant alors élire un nouveau conseiller en remplacement de celui dont le siège était devenu vacant par son élection comme maire.
Entre 1924 et 1937, la plupart des résidents demeurent dans les anciens camps ayant logé les centaines d'ouvriers lors de la construction de la centrale. Mais devant les conditions de vie déplorable des résidents d'Isle-Maligne et surtout les menaces gouvernementales de perte de charte, ce qui aurait dissout la ville, la compagnie Alcan décide enfin de construire un véritable quartier résidentiel sur la rive nord de la Grande Décharge. Quelques années plus tard, soit en 1943, Alcan profite de la grande demande en aluminium à cause de la guerre pour construire une nouvelle aluminerie. Cette usine devait être démontée après la guerre mais elle restera ouverte jusqu'au début des années 2000.
La ville d'Isle-Maligne a fusionné avec la ville de Naudville, le village de Riverbend et la ville d'Alma en 1962 pour former la cité d'Alma.

## Galerie d'images

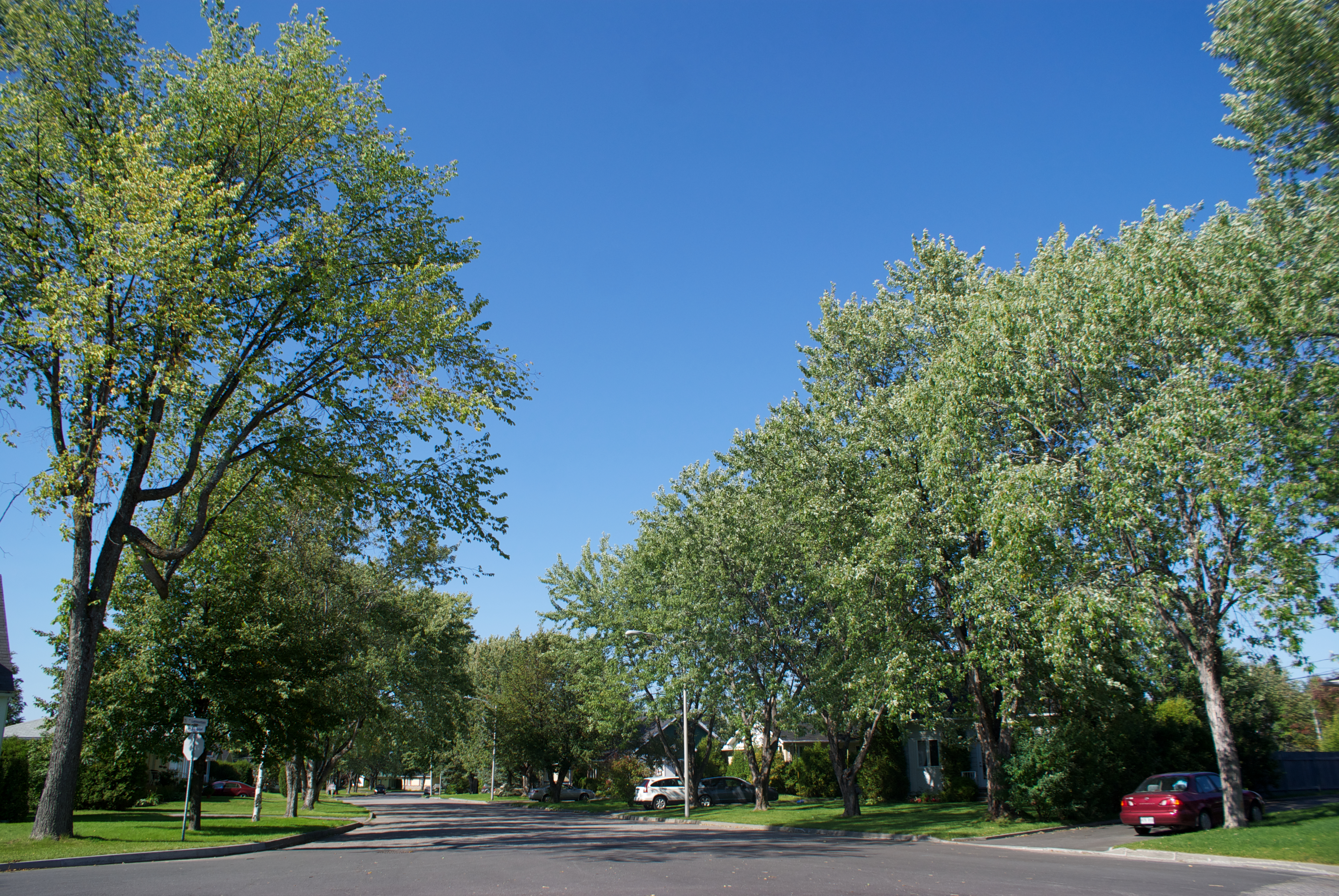
Rue typique d'Isle-Maligne
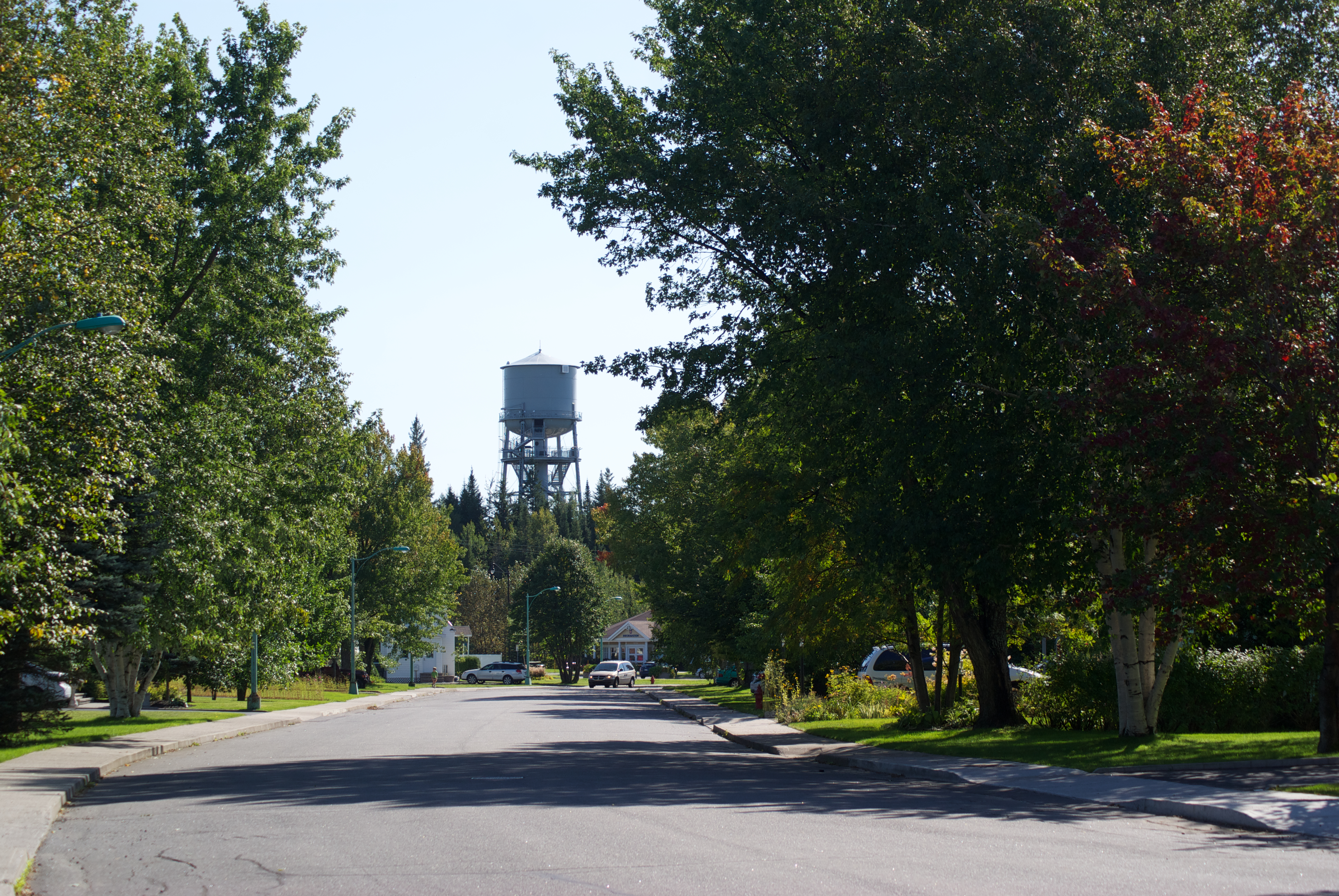
La tour d'eau
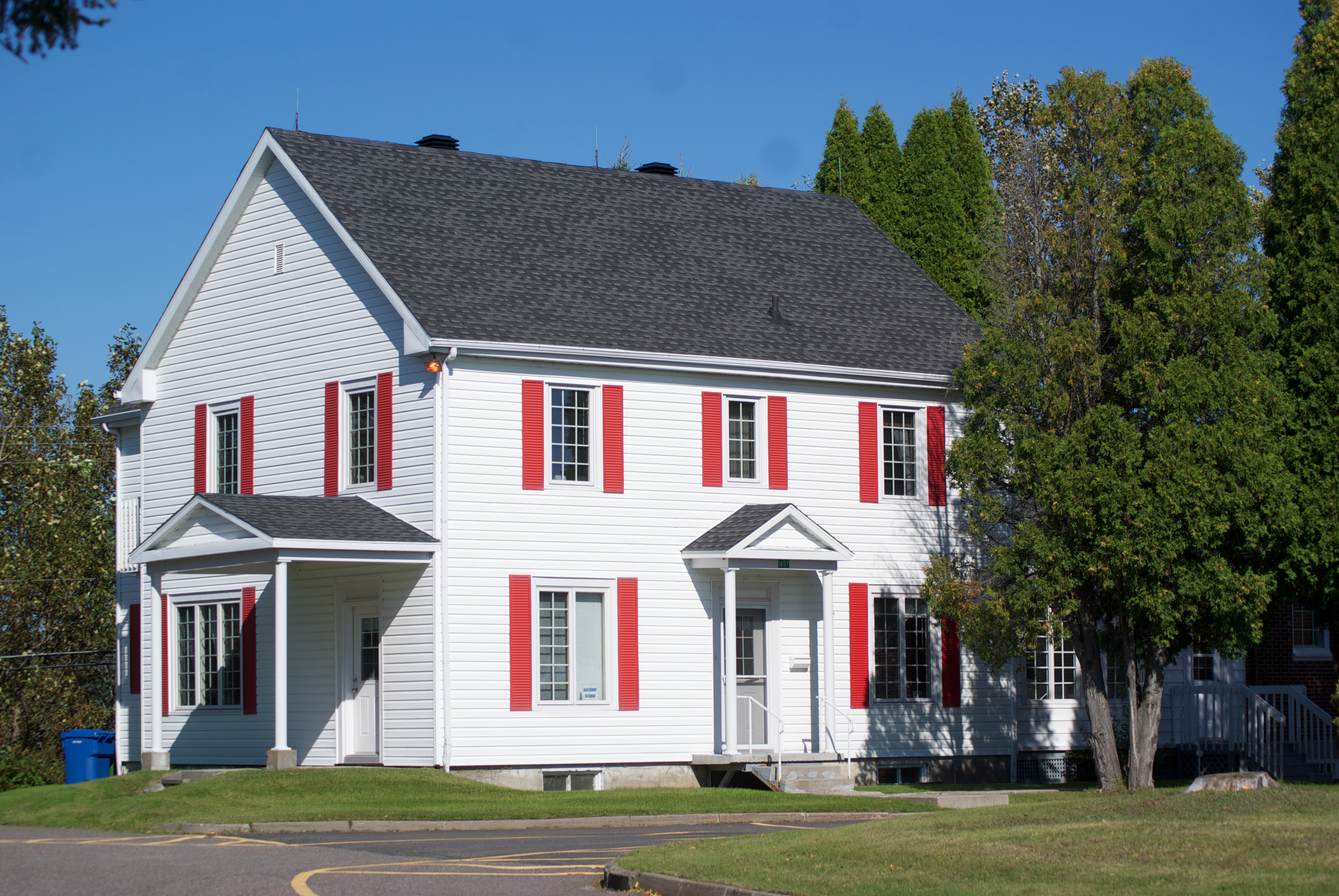
Presbytère
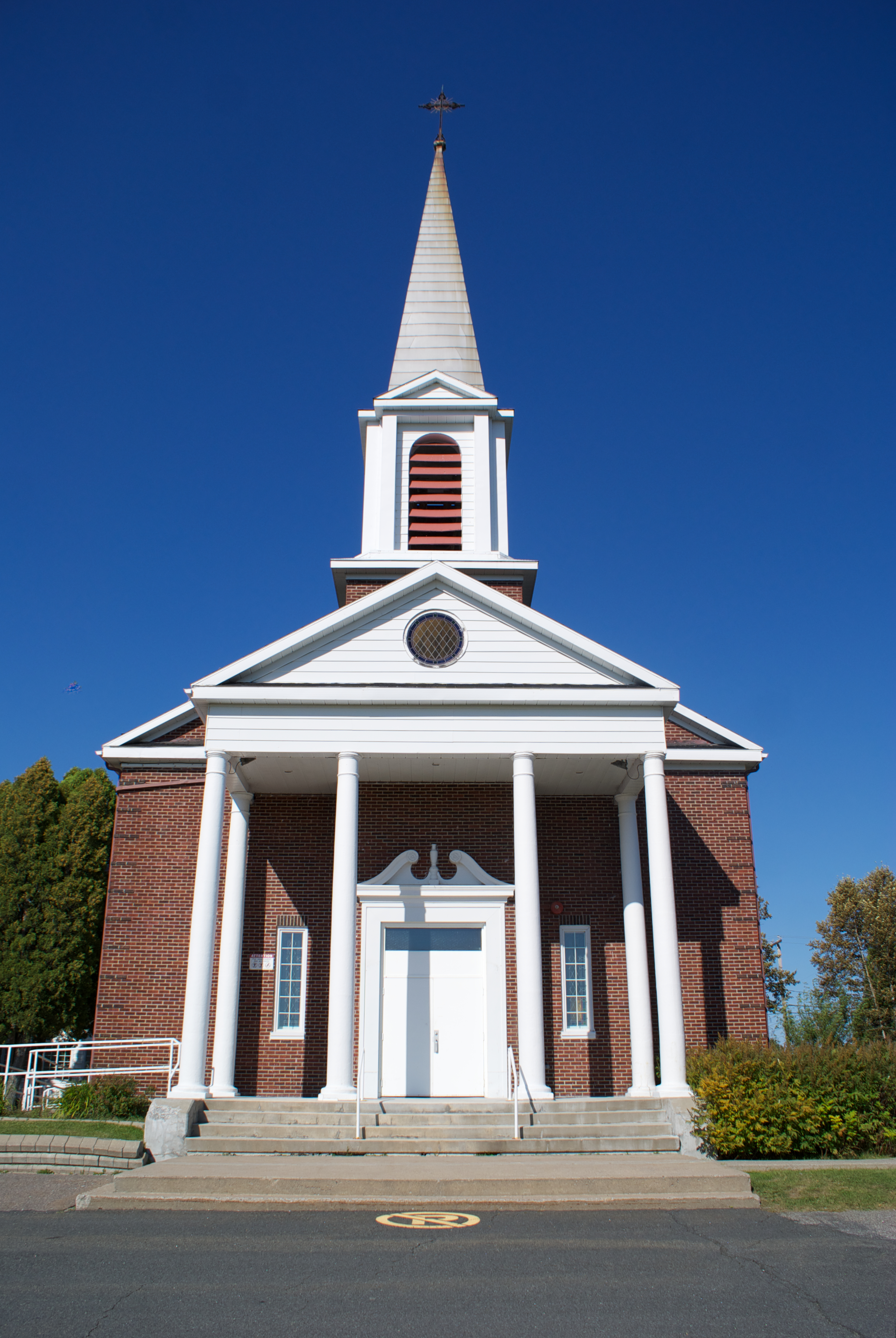
Église Sainte-Marie-d'Isle-Maligne